# Asbjørn
Asbjørn er et dansk og norsk fornavn. Over 2500 danskere og over 7000 nordmænd bærer navnet.

## Kendte personer med navnet
- Asbjørn Aarnes, norsk litteraturforsker
- Asbjørn Andersen, dansk skuespiller
- Asbjørn Haugstvedt, norsk politiker
- Asbjørn Madsen, dansk håndboldspiller
- Asbjørn Riis, dansk wrestler
- Asbjørn Ruud, dansk skihopper
- Asbjørn Sennels, dansk fodboldspiller
- Asbjørn Sunde, norsk modstandsmand
- Asbjørn With, dansk journalist
- Asbjørn (jarl) (ca. 1022-1086) - var prins og jarl af Danmark.